# Amanda Fuller
Amanda Marie Fuller (* 27. August 1984 in Sacramento, Kalifornien) ist eine US-amerikanische Schauspielerin.

## Leben
Fuller debütierte in der Miniserie Geschichten aus San Francisco aus dem Jahr 1993. Im Thriller Todesflüstern (1995) trat sie an der Seite von Tony Danza, Pamela Reed und Ving Rhames auf. In der Komödie Zwei Singles in L.A. spielte sie die Rolle der 13-jährigen Debbie, die als erwachsene Frau von Jennifer Aniston verkörpert wurde.
Im Kriminalfilm Tödliche Freiheit (2000) spielte Fuller die Rolle der 15-jährigen Tochter des NCIS-Ermittlers Dave Passenger (James Brolin), die ihm Erziehungsprobleme bereitet. Im Familiendrama Askari (2001) übernahm sie eine der größeren Rollen. Es folgte nach ihrem High-School-Abschluss 2002 eine Reihe von Gastauftritten in Fernsehserien wie in Buffy – Im Bann der Dämonen, Für alle Fälle Amy, Eine himmlische Familie, Without a Trace – Spurlos verschwunden, Bones – Die Knochenjägerin und CSI – Den Tätern auf der Spur. In dem Fernsehthriller Primal Doubt verkörperte Fuller den Charakter Claire Harper. In der Komödie Mr. Sadman erhielt sie die Nebenrolle der Anna. In dem Horrorfilm Red White & Blue erhielt Fuller die Hauptrolle Erica. Im Jahr 2012 hatte Fuller mit 27 Jahren ihren Durchbruch, als sie in fünf Episoden der Ärzteserie Grey’s Anatomy als Ärztin Dr. Morgan Peterson erstmals eine wiederkehrende Rolle spielte. Seit 2012 ist sie ab der zweiten Staffel der Serie Last Man Standing als Tim Allens und Nancy Travis’ Serientochter zu sehen; sie ersetzte Alexandra Krosney.

## Filmografie (Auswahl)
- 1993: Geschichten aus San Francisco (Tales of the City, Miniserie)
- 1995: Todesflüstern (Deadly Whispers)
- 1997: Zwei Singles in L.A. (’Til There Was You)
- 1998: Walker, Texas Ranger (Fernsehserie, Folge 7x05)
- 1998: Safety Patrol! – Mit Sicherheit ins Chaos (Safety Patrol, Fernsehfilm)
- 2000: Tödliche Freiheit (Children of Fortune)
- 2000: Malcolm mittendrin (Malcolm in the Middle, Fernsehserie, Folge 1x16)
- 2001: Anatomy of a Hate Crime (Fernsehfilm)
- 2002: Meine wilden Töchter (8 Simple Rules, Fernsehserie, Folge 1x06)
- 2003: Buffy – Im Bann der Dämonen (Fernsehserie, Buffy the Vampire Slayer, Folge 7x11)
- 2003: Boston Public (Fernsehserie, Folge 4x01)
- 2004: Without a Trace – Spurlos verschwunden (Without a Trace, Fernsehserie, Folge 2x16)
- 2004: Summerland Beach (Summerland, Fernsehserie, Folge 1x01)
- 2004: Navy CIS (NCIS, Fernsehserie, Folge 2x06)
- 2004: Eine himmlische Familie (7th Heaven, Fernsehserie, Folge 9x04)
- 2005–2006: Nemesis – Der Angriff (Threshold, Fernsehserie, 2 Folgen)
- 2006: CSI: Vegas (CSI: Crime Scene Investigation, Fernsehserie, Folge 7x03)
- 2006: Bones – Die Knochenjägerin (Bones, Fernsehserie, Folge 2x10)
- 2006: CSI: Vegas (CSI: Crime Scene Investigation, Fernsehserie, Folge 7x03)
- 2007: Primal Doubt
- 2007: Close to Home (Fernsehserie, Folge 2x18)
- 2007: Women’s Murder Club (Fernsehserie, Folge 1x05)
- 2007: Kush
- 2009: Life (Fernsehserie, 2 Folgen)
- 2009: Mr. Sadman
- 2010: Law & Order: Special Victims Unit (Fernsehserie, Folge 12x05)
- 2010: Red White & Blue
- 2011: Freerunner
- 2011: Rizzoli & Isles (Fernsehserie, Folge 2x12)
- 2011: Creature – Die Legende vom Monster aus dem Sumpf (Creature)
- 2012: Grey’s Anatomy (Fernsehserie, 5 Folgen)
- 2012: Scandal (Fernsehserie, Folge 1x05)
- 2012–2021: Last Man Standing (Fernsehserie)
- 2013: Cheap Thrills
- 2014: The Brittany Murphy Story
- 2014: Starry Eyes – Träume erfordern Opfer (Starry Eyes)
- 2016: Fashionista
- 2018: All the Creatures Were Stirring
- 2018–2019: Orange Is the New Black (Fernsehserie, 14 Folgen)